# Danilovgrad (kommun)
Danilovgrad (serbiska: Оптшина Даниловград, Даниловград) är en kommun i Montenegro. Den ligger i den centrala delen av landet, 19 km nordväst om huvudstaden Podgorica. Antalet invånare är 5 208. Arean är 501 kvadratkilometer.
Terrängen i Danilovgrad är bergig åt nordost, men åt sydväst är den kuperad.
Följande samhällen finns i Danilovgrad:
- Danilovgrad
- Spuž